# Cours de Vincennes
Cours de Vincennes (antiga Avenue de Vincennes) é uma rua em Paris, ligando a Place de la Nation com a Porte de Vincennes. Forma uma importante artéria e serve como fronteira entre o 12.º e o 20.º arrondissement de Paris. Foi construída antes de 1860 e constitui o início da Route nationale 34.

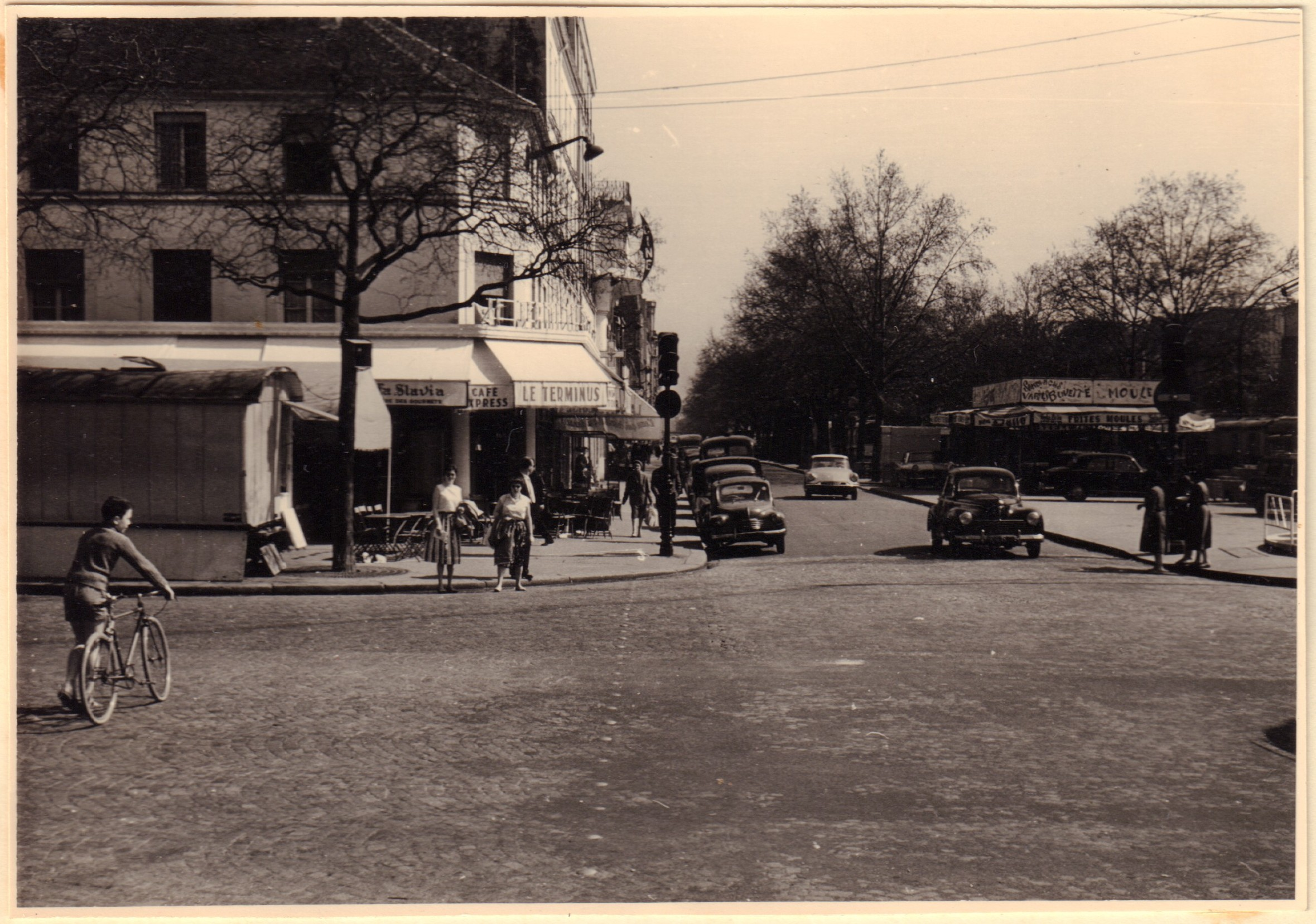
Cours de Vincennes, 1959

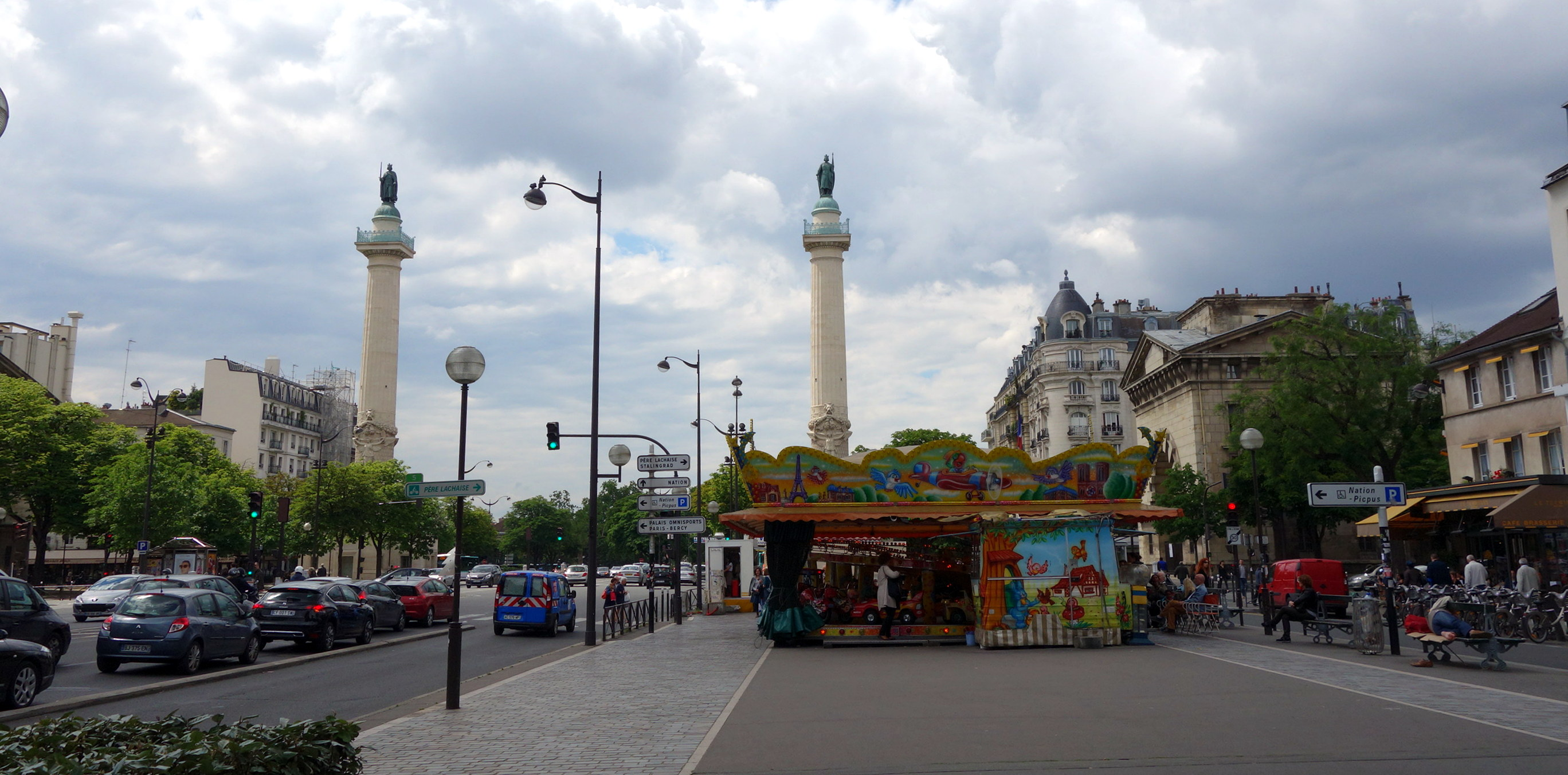
Cours de Vincennes, 2014